# 벨로모르스카야역
벨로모르스카야역(러시아어: Беломорская)은 모스크바 지하철 자모스크보레츠카야 선의 역이다. 2018년 12월 20일 개장하였다. 레치노이 보크잘 역(남쪽)과 호브리노 역(북쪽) 사이에 위치한다.
모스크바의 벨로모르스카야 거리(벨로모르스카야 울리차)에서 따온 역명이다.